# Garnet Wolseley
Garnet Joseph Wolseley, I visconte Wolseley (Dublino, 4 giugno 1833 – Mentone, 25 marzo 1913), è stato un generale britannico.
Ufficiale coraggioso e preparato, si distinse in giovane età in Birmania, nella guerra di Crimea e durante la rivolta dei sepoys, iniziando una rapida e brillante carriera all'interno del British Army. Durante l'Era vittoriana fu al comando delle spedizioni in Canada contro i ribelli francofoni, in Africa contro gli Ashanti e soprattutto guidò le campagne in Egitto del 1882 e in Sudan del 1885, raggiungendo una serie di importanti vittorie e dimostrandosi generale prudente e capace.
Al termine della sua lunga carriera militare, venne promosso feldmaresciallo e nominato nel 1895 comandante in capo dell'esercito britannico. In questa fase si sviluppò un'accesa rivalità tra Wolseley ed i suoi collaboratori della "fazione africana" ed il feldmaresciallo Frederick Roberts e la "fazione indiana". Criticato per le sconfitte iniziali dei suoi luogotenenti nella seconda guerra anglo-boera e in non buone condizioni di salute, cedette il comando supremo alla fine del 1900.
Negli anni ottanta dell'Ottocento veniva definito all'interno della dirigenza politica britannica come "il nostro unico generale"; al culmine della sua popolarità nell'opinione pubblica britannica si era diffusa la frase everything's all sir Garnet, "fare una cosa alla sir Garnet", quale sinonimo di "cose fatte bene".

## Biografia

### I primi anni e la seconda guerra birmana
Figlio primogenito di Garnet Joseph Wolseley, maggiore del reggimento "the King's Own Scottish Borderers" (25° a piedi) e di sua moglie Frances Anne Wolseley (nata Smith), Wolseley venne educato a Dublino. Rimasto orfano a sette anni dopo la morte del padre che aveva lasciato la famiglia senza rendite, dovette lottare contro queste difficoltà e lavorò per qualche tempo all'ufficio catastale della città..
Entrato nell'esercito britannico, ottenne il grado di alfiere del Suffolk Regiment (12° a piedi) il 12 marzo 1852 senza stipendio, in riconoscimento del servizio di suo padre. Egli venne quindi trasferito all'80º reggimento a piedi (Staffordshire Volunteers)| il 13 aprile 1852, col quale prestò servizio nella Seconda guerra anglo-birmana. Wolseley venne gravemente ferito nello scontro del 19 marzo 1853 durante l'attacco a Donabyu, venne menzionato nei dispacci e ricevette la medaglia di guerra. Promosso tenente il 16 maggio 1853 venne rimpatriato per convalescenzaa e trasferito all'84º reggimento a piedi (York and Lancaster) il 27 gennaio 1854 e poi al 90º reggimento a piedi (Perthshire Volunteers), a quel tempo di stanza a Dublino, il 24 febbraio 1854. Venne promosso Capitano il 29 dicembre 1854.

### La guerra di Crimea
Garnet Wolseley fece parte, nei ranghi del 90º Reggimento a piedi, del corpo di spedizione britannico inviato per la guerra di Crimea, e sbarcò a Balaklava nel dicembre 1854. Fu selezionato come assistente ingegnere, distaccato presso il Royal Engineers durante l'assedio di Sebastopoli. Wolseley fu promosso capitano nel gennaio 1855 dopo meno di tre anni di servizio, servendo durante l'assedio, dove fu ferito al "the Quarries”, il 7 giugno, e nuovamente in trincea il 30 agosto, perdendo l'uso di un occhio. Dopo la caduta di Sebastopoli, Wolseley fu impiegato presso l'ufficio del quartiermastro generale, assistendo le operazioni di imbarco delle truppe e dei rifornimenti. Fu uno degli ultimi soldati britannici a lasciare la Crimea nel mese di luglio del 1856. Per i suoi servizi fu due volte menzionato nei dispacci ufficiali, venendo selezionato per un grado di maggiore. Durante la guerra di Crimea ricevette la medaglia di guerra, la Légion d'honneur francese di quinta classe, ed inoltre fu insignito dell'ordine di Mejidie di quinta classe e della medaglia turca.
Sei mesi dopo il ritorno al 90º Reggimento ad Aldershot, nel marzo 1857 venne aggregato alla spedizione in Cina sotto il comando del Maggiore Generale Ashburnham. Il capitano Wolseley era imbarcato sulla nave da trasporto Transit che naufragò nello Stretto di Banka. Le truppe imbarcate sulla nave furono tutte salvate, ma avevano con sé solo con le loro armi personali ed il minimo di munizioni. I naufraghi furono portati a Singapore, e da lì trasferiti a Calcutta, a causa dello scoppio della “Grande rivolta indiana”

### La grande rivolta indiana, 1857
Durante l'ammutinamento delle truppe indiane (The Great Mutiny) il capitano Wolseley si distinse durante la ritirata da Lucknow, diretta dal generale Colin Campbell nel novembre 1857, e nella difesa della posizione di Alambagh, sotto il generale James Outram. In seguito prese parte alle azioni del 22 dicembre 1857, del 12 e del 16 gennaio 1858, distinguendosi nel respingere il grande attacco indiano del 21 febbraio. Nel mese di marzo del 1858 prestò servizio durante la fase finale dell'assedio e della cattura di Lucknow. Fu poi nominato vice-assistente del quartiermastro generale entrando nello stato maggiore del comandante delle forze, il generale James Hope Grant, che aveva il suo Quartier Generale a Oudh.
Wolseley venne impegnato in tutte le operazioni della campagna, comprese le azioni di Bari, Sarsi, Nawabganj, la cattura di Faizabad, il passaggio del Gumti e l'azione di Sultanpur. Tra l'autunno e l'inverno del 1858 prese parte alle campagne di Baiswara, del trans-Gogra e del trans-Rapti fino al completo soffocamento della ribellione. Per i suoi servizi venne spesso menzionato nei dispacci ufficiali, e dopo aver ricevuto nel marzo 1858 la sua promozione a maggiore ottenuta in Crimea, nell'aprile 1859, a ventisette anni, venne promosso tenente colonnello, ricevendo la Mutiny Medal.
Il tenente colonnello Wolseley continuò a servire nello stato maggiore del generale Hope Grant a Oudh, e quando quest'ultimo fu nominato al comando delle truppe britanniche che partecipavano alla spedizione anglo-francese in Cina del 1860, lo accompagnò come vice-assistente del quartiermastro generale. Wolseley fu presente all'azione di Sin-ho, alla cattura di Tang-ku, alla presa della Forti di Taku, all'occupazione di Tientsin, alla battaglia di Pa-to-cheau e all'entrata in Pechino (con la conseguente distruzione del Palazzo d'Estate). Dopo la fine della campagna militare assistette alle operazioni di reimbarco delle truppe, avvenute prima dell'inverno. Fu ancora una volta menzionato nei dispacci ufficiali. Al suo ritorno a casa pubblicò il libro Narrative of the War with China.

### Missione in Canada

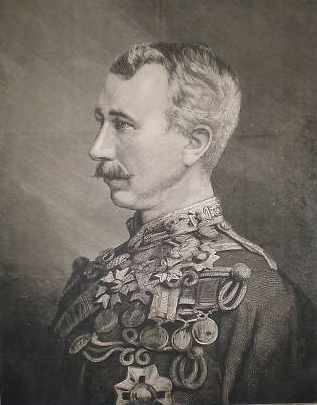
Wolseley nel 1874, dallIllustrated London News

Nel novembre 1861 Garnet Wolseley fu uno degli ufficiali in servizio speciale inviati in Canada in relazione all'incidente del Trent. Quando la questione tra gli Stati Uniti e la Gran Bretagna fu amichevolmente risolta Wolseley rimase in Canada presso il Quartier Generale come assistente-quartiermastro generale. Nel 1862, poco dopo la battaglia di Antietam, il tenente colonnello Wolseley abbandonò temporaneamente i suoi incarichi per recarsi ad osservare l'andamento della Guerra civile americana che era iniziata l'anno precedente. Divenne amico di simpatizzanti del Sud in Maryland, che gli trovarono un passaggio in Virginia, tramite un violatore di blocco, attraverso il fiume Potomac. Qui incontrò i generali sudisti Robert Edward Lee, James Longstreet, e Stonewall Jackson; i tre ufficiali impressionarono fortemente Wolseley.
Il 10 aprile 1892 il giornale New Orleans Picayune pubblicò un articolo di una decina di pagine che descrivevano le qualità e la personalità del generale Nathan Bedford Forrest. Questo articolo condensava molte informazioni scritte sul generale Forrest dai biografi del tempo. Questo lavoro, apparso anche sul Journal of the Southern Historical Society nello stesso anno, è citato ancora oggi, anche se in realtà costituisce un classico esempio di post-ricostruzione dei biografi di Forrest che al momento cercarono di elevare la reputazione del generale sudista come cittadino-soldato e grande condottiero.
Wolseley cercò di minimizzare il ruolo del generale Forrest nel massacro di Fort Pillow vicino a Memphis, Tennessee, avvenuto nel mese di aprile del 1864 in cui i soldati afro-americani vennero uccisi dai soldati e dagli ufficiali bianchi dopo che Fort Pillow era stato conquistato.
Nel 1865 Wolseley raggiunse il grado di colonnello e l'anno successivo fu attivamente impegnato a contrastare le incursioni dei Feniani dagli Stati Uniti. Nel 1867 venne nominato vice-quartiermastro generale in Canada. Nel 1869 venne pubblicato il suo libro Soldiers' Pocket Book for Field Service, che da allora ebbe numerose edizioni. Nel 1870 comandò con pieno successo la spedizione del Red River per stabilire la sovranità canadese sui Territori del Nord-Ovest e del Manitoba. Il Manitoba era entrato nella Confederazione canadese come risultato dei negoziati tra il Canada e il governo provvisorio Métis guidato da Louis Riel. L'unica strada che conduceva a Fort Garry (attualmente Winnipeg), la capitale del Manitoba, allora un avamposto nelle terre selvagge, che non attraversasse il territorio degli Stati Uniti, passava in mezzo ad una rete di fiumi e laghi che si estendeva per 600 miglia dal Lago Superiore, di rado attraversata dai non aborigeni, e dove non erano disponibili rifornimenti. L'ammirevole modalità di esecuzione della campagna e l'attenta organizzazione del trasporto furono merito delle capacità di Wolseley che al suo ritorno a casa fu insignito dell'Ordine di San Michele e San Giorgio (KCMG) e dell'Ordine del Bagno (CB).
Nel 1871 Wolseley tornò in patria e fu nominato assistente aiutante-generale presso il Ministero della Guerra. In quella posizione Wolseley lavorò duramente per promuovere i progetti di riforma dell'esercito britannico, studiati dal ministro Edward Cardwell. Wolseley sostenne fortemente il sistema di organizzazione basato sul servizio breve, sui reggimenti territoriali e sui battaglioni collegati. Da questo momento fino a quando divenne comandante in capo dell'esercito, Wolseley fu praticamente il promotore principale di tutti i programmi attivati presso il Ministero della Guerra per accrescere l'efficienza dell'esercito britannico.

### La campagna contro gli Ashanti

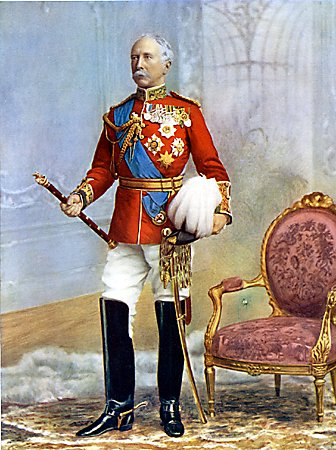
Il feldmaresciallo Wolseley

Nel 1873 Garnet Wolseley ricevette il comando della spedizione contro l'Impero Ashanti, e, dopo aver accuratamente organizzato la campagna e aver studiato sul posto il territorio della Costa d'Oro ancor prima dell'arrivo delle truppe nel gennaio 1874, riuscì a completare la campagna in due mesi, imbarcando il corpo di spedizione prima dell'arrivo della stagione delle piogge. Il generale vinse la battaglia di Amoaful il 31 gennaio 1874, e, dopo aver sostenuto cinque giorni consecutivi di combattimenti, raggiunse la vittoria anche nella battaglia di Ordahsu, entrando quindi a Kumasi, che diede alle fiamme. La campagna contro gli Ashanti rese definitivamente Wolseley un personaggio conosciuto e popolare in Gran Bretagna.
Per la campagna Ashanti ricevette il ringraziamento ufficiale di entrambe le Camere del Parlamento, oltre a una donazione di 25.000 sterline, venendo promosso maggior generale per le capacità mostrate sul campo di battaglia. Inoltre fu fatto Commendatore dell'Ordine del Bagno (KCB). Il Municipio di Londra gli conferì una spada d'onore, e fu fatto dottore in legge onorario dell'università di Oxford e di quella di Cambridge. Al suo ritorno in patria venne nominato ispettore generale delle forze ausiliarie, ma dopo meno di un anno venne inviato in Natal dove erano scoppiati disordini tra gli indigeni; Wolseley assunse la carica di governatore e generale-comandante.
Fu durante la campagna Ashanti che Wolseley iniziò a circondarsi di giovani ufficiali che condividevano le sue stesse idee riguardo alle riforme necessarie per migliorare l'efficienza dell'esercito britannico; il gruppo di militari strettamente legati a Wolseley sarebbe presto divenuto noto come l'"Ashanti ring" o "Wolseley ring" o anche la "fazione africana". I principali esponenti del gruppo di fedeli seguaci di Wolseley erano gli ufficiali William Francis Butler, Redvers Buller, George Colley e Henry Evelyn Wood, che negli anni seguenti avrebbero assunto incarichi preminenti nell'esercito britannico.
Nel novembre del 1876 Wolseley venne assegnato al Consiglio dell'India, da cui nel 1878, dopo essere stato promosso tenente generale, andò a ricoprire la carica di Alto-Commissario nel nuovo possedimento di Cipro. L'anno seguente, su decisione del Primo Ministro Benjamin Disraeli, fu mandato in Sudafrica a sostituire il generale Lord Chelmsford al comando delle forze britanniche impegnate nella guerra contro gli zulu, ricoprendo anche la carica di Governatore del Natal e del Transvaal ed Alto Commissario del Sudafrica. Al suo arrivo a Durban nel mese di luglio del 1879, tuttavia trovò che la guerra nello Zululand era praticamente già finita con la vittoria decisiva del generale Chelmsford nella battaglia di Ulundi. Wolsely prese il comando e completò la pacificazione del territorio quindi, dopo aver effettuato un insediamento temporaneo, si recò nel Transvaal. Dopo aver riorganizzato l'amministrazione e ridotto il potente capo Sikukuni alla sottomissione, ritornò in Gran Bretagna nel maggio 1880. Fu nominato quartiermastro generale delle Forze Armate. Per i suoi servizi in Sudafrica ricevette la Medaglia del Sudafrica e fu creato pari d'Inghilterra.

### Da Suez a Khartoum

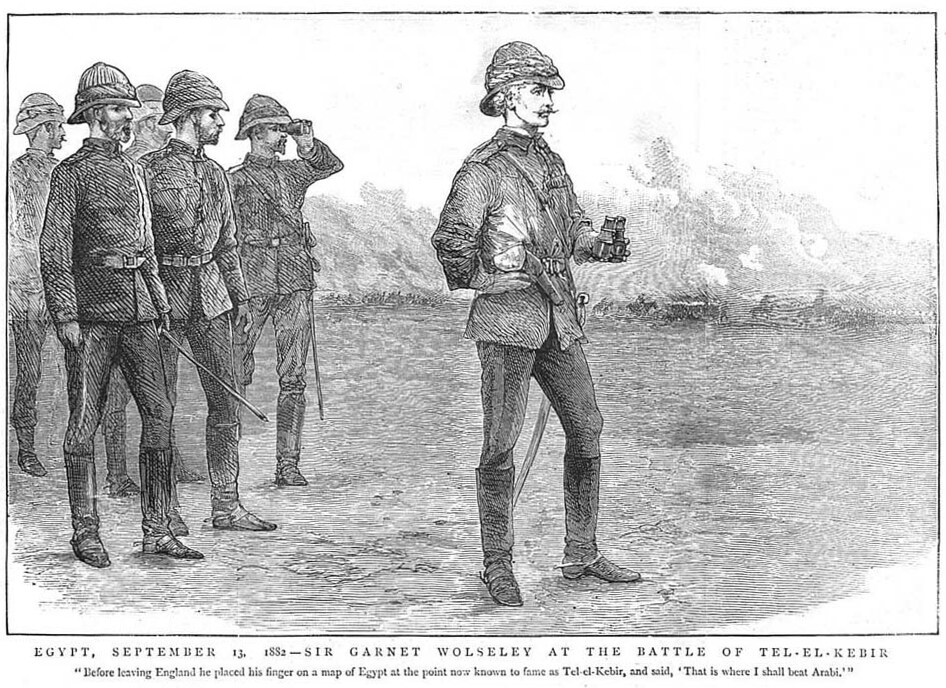
Il generale con il suo stato maggiore alla battaglia di Tell al-Kebir.

Nel 1882 Wolseley, promosso tenente generale, fu nominato aiutante generale delle forze armate, e, nell'agosto dello stesso anno, gli venne dato il comando del corpo di spedizione britannico costituito per intervenire in Egitto, reprimere la rivolta nazionalista di Orabi Pasha e ristabilire il controllo delle Grandi Potenze.
Durante la breve guerra anglo-egiziana Wolseley, alla guida di oltre 40.000 soldati britannici, dimostrò le sue grandi qualità di organizzatore e di stratega. Dopo aver effettuato un primo sbarco diversivo ad Alessandria, trasferì via mare la massa delle sue forze a est lungo il Canale di Suez e sbarcò le sue truppe a Ismailia, sorprendendo l'esercito egiziano di Orabi. Dopo una rapida e brillante avanzata verso ovest, il 13 settembre 1882 sconfisse completamente Orabi Pasha nella battaglia di Tell al-Kebir, preceduta da un'audace marcia forzata notturna delle sue truppe. Il generale entrò con le sue truppe al Cairo il 15 settembre 1882, mettendo termine alla rivolta nazionalista e ristabilendo l'autorità del chedivè. Per i suoi servizi Wolseley ricevette il ringraziamento ufficiale del Parlamento, la medaglia con barra, la Stella di Bronzo, e la promozione a generale d'armata.
Per il servizio svolto sul campo di battaglia fu elevato alla nobiltà, come Barone Wolseley del Cairo e di Wolseley, nella contea di Stafford, ricevendo dal Chedivè d'Egitto la prima classe dell'Ordine di Osminieh.
Nel 1884, ormai divenuto generale d'armata, Wolseley fu nuovamente assegnato ad un incarico operativo e dovette rinunciare alle sue funzioni di aiutante-generale; egli fu posto al comando del corpo di spedizione britannico costituito in emergenza con il compito di risalire il Nilo e liberare il generale Charles George Gordon, assediato dalle forze mahdiste, con la sua guarnigione di soldati egiziani, nella città di Khartoum. Wolseley organizzò metodicamente le sue truppe e potenziò le strutture logistiche ma impiegò molto tempo prima di iniziare l'avanzata che progredì lentamente lungo il Nilo.
Alla fine del dicembre 1884 Wolseley era ancora fermo a Wadi Halfa quando ricevette un drammatico messaggio da parte di Gordon che affermava di non poter resistere per più di tre o quattro settimane. Il generale tuttavia attese ancora prima di attaccare e superare lo sbarramento di Wadi Halfa; quindi decise di organizzare tre colonne di avanguardia incaricate di spingersi rapidamente verso sud. Nonostante alcuni successi tuttavia questi reparti di avanguardia inviati in avanti per accelerare il salvataggio di Gordon non giunsero in tempo; Khartoum era caduta il 26 gennaio 1885, tre giorni prima dell'arrivo delle truppe britanniche, ed il generale Gordon era già stato ucciso. A maggio 1885 il governo britannico richiamò il corpo di spedizione e quindi Wolseley abbandonò Khartoum e le posizioni conquistate in Sudan e ritornò in patria con le sue truppe; nonostante il fallimento della spedizione, il generale venne accolto favorevolmente dall'opinione pubblica.
Nella primavera del 1885 ci furono complicazioni con l'Impero russo a causa del cosiddetto incidente del Panjdeh, che venne risolto dal ritiro della spedizione russa sul confine afghano. Per i suoi servizi il Barone ricevette due barre sulla sua medaglia egiziana, il ringraziamento del Parlamento, ed inoltre venne creato Visconte Wolseley, di Wolseley nella contea di Stafford, e Cavaliere dell'Ordine di San Patrizio. Lord Wolseley continuò a servire presso il Ministero della Guerra come aiutante-generale delle forze armate fino al 1890, anno in cui fu nominato comandante in capo dell'esercito britannico in Irlanda.

### Comandante in capo dell'esercito

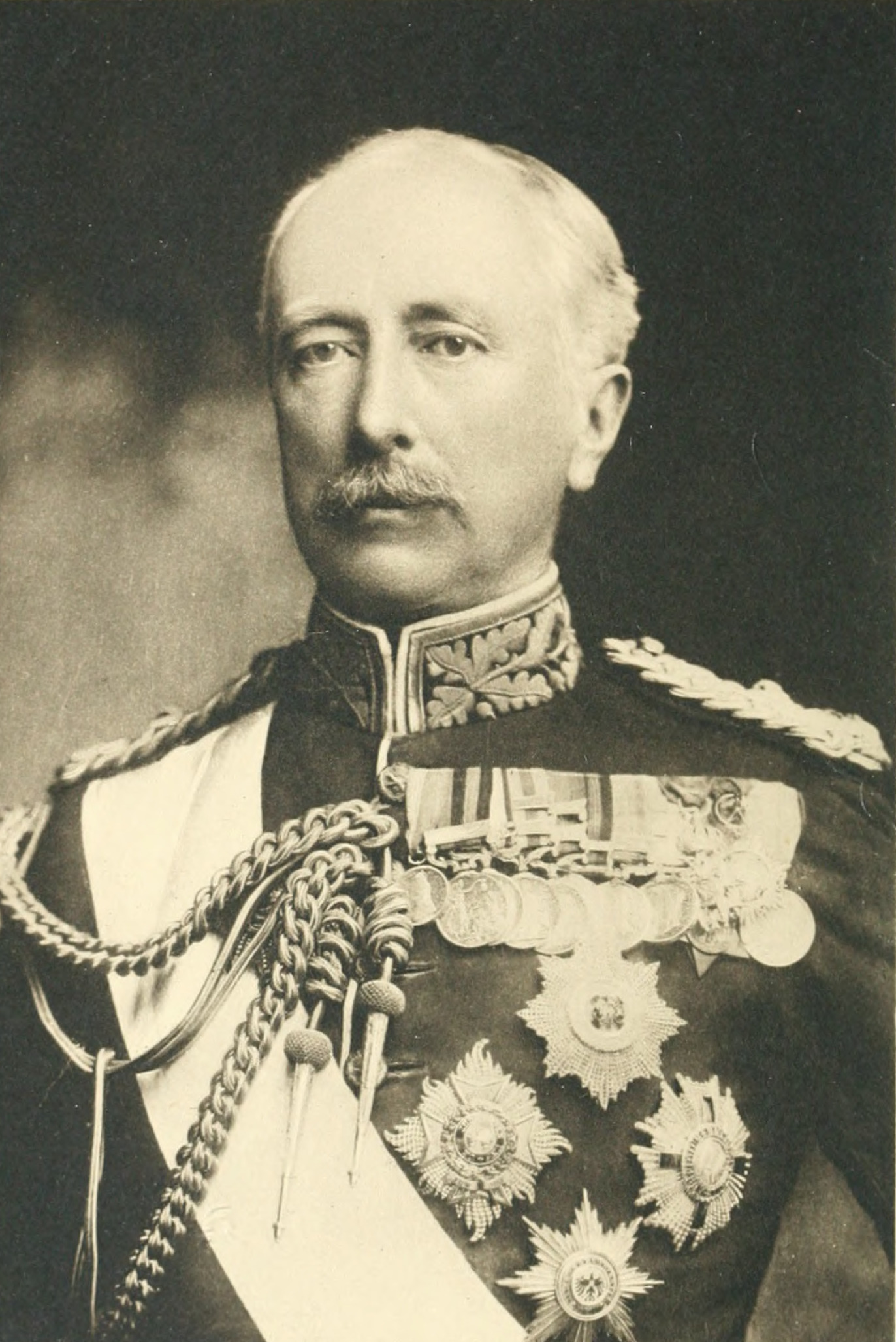
Il feldmaresciallo Wolseley.

Nel 1894 fu promosso feldmaresciallo, mentre nel 1895 venne nominato "colonnello onorario" della Royal Horse Guards. Nello stesso anno, su decisione del governo conservatore, succedette al Duca di Cambridge come "comandante in capo delle forze". In questa fase finale della sua carriera Wolseley, giunto al vertice della catena di comando dell'esercito, cercò di sviluppare i programmi di riforma e favorì i suoi seguaci del vecchio "Ashanti ring" o "fazione africana" venendo in contrasto con gli esponenti della fazione rivale, la cosiddetta "fazione indiana" guidata dal suo avversario, il feldmaresciallo Frederick Roberts che, ritornato dall'India nel 1893, era stato soppiantato da Wolseley e relegato al comando dell'Irlanda. Wolseley trovò una forte opposizione nel Ministro della Guerra Lord Lansdowne, legato alla "fazione indiana", con il quale ebbe pessimi rapporti personali. Inoltre a partire dal 1897 la salute di Wolseley declinò sensibilmente e le sue minori capacità mentali e fisiche non gli permisero di mantenere uno stretto controllo della macchina militare britannica dilaniata da accesi contrasti al vertice.
La grande crisi che dovette affrontare Wolseley durante il suo periodo di comando dell'esercito britannico fu la seconda guerra boera che ebbe inizio nell'ottobre 1899. Il feldmaresciallo assunse un atteggiamento risoluto e consigliò il ministro Lansdowne di mobilitare per tempo le riserve e preparare il supporto logistico per le truppe che sarebbero state impegnate in Sudafrica; tuttavia il ministro della Guerra non prestò molta attenzione agli avvertimenti di Wolseley e del generale Redvers Buller, il membro della "fazione africana" designato per prendere il comando del corpo di spedizione, e preferì rinviare i preparativi e l'invio di truppe di rinforzo. In realtà anche Wolseley sembrò sottovalutare le difficoltà della guerra e ritenne che i boeri non avrebbero offerto grande resistenza e che si sarebbe trattato di una facile campagna attraverso le pianure delle due Repubbliche.
L'andamento inizialmente disastroso della guerra boera mise in difficoltà Wolseley; il suo luogotenente generale Buller si fece battere ripetutamente in Natal e i ritardi nell'invio dei rinforzi e le carenze organizzative evidenziate dalla macchina militare provocarono molto malumore e profonda emozione nell'opinione pubblica britannica. In realtà il sistema organizativo studiato da Wolseley funzionò egregiamente e, dopo i problemi iniziali, fu in grado di superare la crisi; le riserve furono mobilitate ordinatamente e il feldmaresciallo riuscì ad inviare un grande corpo di spedizione in Sud Africa, costituito da due interi corpi d'armata oltre a reparti di volontari e truppe fornite dai dominions bianchi. Tuttavia le sconfitte iniziali provocarono un sovvertimento politico-militare decisivo all'interno della dirigenza britannica; nel dicembre 1899 Wolseley dovette acconsentire a togliere il comando supremo al generale Buller e dovette accettare la nomina al suo posto del feldmaresciallo Frederick Roberts e dei suoi uomini della "fazione indiana" che da quel momento presero la direzione della guerra contro i boeri.

### Gli ultimi anni
L'andamento iniziale della guerra boera screditò quindi in parte l'organizzazione dell'esercito predisposta da Wolseley e provocò la fine del predominio della "fazione africana"; lo stesso feldmaresciallo fu esposto alle critiche da parte dei suoi numerosi avversari. Nel dicembre 1900 Wolseley abbandonò la carica di comandante in capo dell'esercito britannico, che sarebbe passato al suo avversario feldmaresciallo Roberts reduce dalle vittorie in Africa; si congedò e si ritirò, a causa anche delle sue precarie condizioni di salute, a vita privata.
Wolseley era stato nominato colonnello onorario comandante del Royal Irish Regiment nel 1898, e, nel 1901 venne reso Gold Stick in Waiting dal re Edoardo VII. Morì nel 1913 a Mentone e fu sepolto nella cripta della Cattedrale di San Paolo, a Londra.
Garnet Wolseley si affermò nella carriera militare pur non godendo di vantaggi iniziali economici o di casta; dimostrò nella prima parte della sua vita grande coraggio personale e determinazione salendo rapidamente i ranghi. Dotato di notevoli doti intellettuali e di grande volontà e risolutezza, divenne nel corso degli anni settanta e ottanta dell'Ottocento la figura più importante e capace dell'esercito britannico, acquisendo anche una notevole popolarità tra l'opinione pubblica e ottenendo la piena fiducia dei governanti britannici.
Fortemente impegnato nei programmi di riforma dell'esercito britannico, Wolseley fu anche un risoluto e abile comandante sul campo dirigendo con successo una serie molto numerosa di campagne militari; per la sua preparazione e capacità nella seconda metà dell'Ottocento l'opinione pubblica lo designava come "il nostro unico generale" e divenne in uso la frase "fare una cosa alla sir Garnet" per sottolineare la sua professionalità e la sua efficienza. Lo scrittore britannico William Schwenck Gilbert si ispirò alla sua figura per ritrarre nel suo libro Modern Major-General le caratteristiche dell'ufficiale ideale, innovatore e preparato. Non privo di ambizione, Wolseley peraltro fu acceso rivale del generale Frederick Roberts e degli ufficiali dell'esercito britannico in India, contribuendo alle divisioni presenti all'interno dell'esercito britannico di fine Ottocento.

## Pubblicazioni
Wolseley fu autore di diversi testi storici: Narrative of the War with China in 1860 (1862), The Decline and Fall of Napoleon (1895), The Life of John Churchill, Duke of Marlborough to the Accession of Queen Anne (1894), e The Story of a Soldier's Life (1903), un resoconto della sua carriera di soldato fino alla fine della guerra Ashanti.